# Roccavione
Roccavione é uma comuna italiana da região do Piemonte, província de Cuneo, com cerca de 2.791 habitantes. Estende-se por uma área de 19 km², tendo uma densidade populacional de 147 hab/km². Faz fronteira com Borgo San Dalmazzo, Boves, Roaschia, Robilante, Valdieri.

## Demografia
| Variação demográfica do município entre 1861 e 2011                               |
|                                                                                   |
| Fonte: Istituto Nazionale di Statistica (ISTAT) - Elaboração gráfica da Wikipedia |